# Dragomir Okuka
Dragomir Okuka (in serbo Драгомир Окука?; Porija, 2 aprile 1954) è un allenatore di calcio ed ex calciatore serbo, in precedenza jugoslavo, di ruolo centrocampista.

## Palmarès

### Giocatore

#### Club
- Coppa di Jugoslavia: 1

Velež Mostar: 1981
- Coppa dei Balcani: 1

Velež Mostar: 1980-1981

#### Nazionale
- Giochi del Mediterraneo: 1

 Spalato 1979

### Allenatore

#### Club
- Campionato serbo-montenegrino: 1

Obilić: 1997-1998
- Campionato polacco: 1

Legia Varsavia: 2001-2002
- Coppa di Lega polacca: 1

Legia Varsavia: 2002
- Supercoppa di Cina: 1

Jiangsu Sainty: 2013

#### Individuale
- Allenatore serbo dell'anno: 1

2012